# Alejandro Foxley
Alejandro Tomás Foxley Rioseco (Viña del Mar, 26 de mayo de 1939) es un economista, ingeniero, académico, investigador y político demócrata cristiano chileno de ascendencia británica. Se desempeñó como ministro de Hacienda bajo todo el gobierno del presidente Patricio Aylwin entre 1990 y 1994, senador de la República por la 8.ª Circunscripción, Santiago Oriente (Región Metropolitana) entre 1998 y 2006 y ministro de Relaciones Exteriores entre 2006 y 2009, durante el primer gobierno de la presidenta Michelle Bachelet.
Miembro del Partido Demócrata Cristiano (PDC), tienda política de la que fue presidente entre 1994 y 1997, se desempeña actualmente como presidente de la Corporación de Estudios para Latinoamérica (Cieplan), organismo que fundó en los años 1970 con el objetivo de desarrollar investigaciones sobre diversas materias de interés nacional y regional.

## Primeros años
Nació en Viña del Mar, el 26 de mayo de 1939, hijo del marino de origen escocés Harold Roberto Foxley Chapman (21 de mayo de 1910; hijo de David Foxley Newton y María Margarita Chapman Applegrean) quien trabajó en la compañía naviera A.J. Broom, construyó casas y enseñó inglés, y de Carmen Rioseco González, es uno entre siete hermanos. 
Realizó sus estudios primarios y secundarios en el Colegio de los Padres Franceses de su ciudad natal. Continuó los superiores en 1957, cuando ingresó a la Universidad Católica de Valparaíso de donde se tituló de ingeniero civil químico con summa cum laude. Después de egresar, en 1962, y titularse al año siguiente, viajó becado a la Universidad de Wisconsin-Madison, donde se doctoró en economía. Posteriormente, desarrolló parte de su investigación en la Universidad de Harvard, como alumno especial de posgrado, presentando su tesis doctoral en Wisconsin en 1970.
El 29 de julio de 1963, contrajo matrimonio con la educadora de párvulos Gisela Tapia Soko, con quién es padre de Alejandro y Susana.

## Trayectoria académica
Debido a su formación, ha participado en diversas organizaciones internacionales y académicas, en el área de la economía. Mientras desarrollaba su tesis doctoral en Harvard, regresó a Chile para trabajar en el Oficina de Planificación Nacional (Odeplan) y realizar clases en Escolatina (programa de graduados).
Por otra parte, entre los años 1985 y 1988, fue miembro del Comité Ejecutivo de la International Economic Association (IEA). Más adelante, entre 1991 y 1992, presidió el Comité de Desarrollo de los Gobernadores del Banco Mundial-Fondo Monetario Internacional (BM-FMI). También, entre 1990 y 1994, fue gobernador del Banco Mundial y del Banco Interamericano de Desarrollo (BID).
Ha ejercido la docencia en diversas universidades extranjeras. Así, en 1973 estuvo en el Instituto de Estudios para el Desarrollo de la Universidad de Sussex en Inglaterra, y en 1975, fue docente en la Universidad de Oxford; en 1978 trabajó en el Instituto de Tecnología de Massachusetts; en 1981 en la Universidad de California en Berkeley y en 1985 fue visitante del Instituto de las Américas de la Universidad de California, San Diego.
En 1982, fue convocado para fundar el Instituto de Estudios Internacionales de la Universidad de Notre Dame en Estados Unidos, donde fue profesor titular de Economía y Desarrollo Internacional.
En Chile su nombre está históricamente asociado a Cieplan. Esta institución operó, particularmente durante la dictadura militar del general Augusto Pinochet, como centro de estudios en economía, políticas públicas, ciencia política y ciencias humanas. Numerosas personalidades que desde el retorno de la democracia han desempeñado cargos de gobierno pasaron antes por dicha institución.
En abril de 1993, fue incorporado como miembro Académico Correspondiente a la Real Academia de Ciencias Morales y Políticas de España.

## Trayectoria política

### Inicios
Inició su trayectoria política en actividades de carácter social desarrollada en su colegio. En 1958, tras la derrota presidencial de Eduardo Frei Montalva, se inscribió en la Democracia Cristiana (DC). Siendo estudiante de tercer año de ingeniería fue electo presidente de la Federación de Estudiantes de su universidad.
Al inicio del gobierno de la Unidad Popular (UP), el rector de la Pontificia Universidad Católica (PUC), Jaime Castillo Velasco, le propuso el inicio de la creación del Centro de Estudios de Planificación Nacional (Ceplan).
En 1976, en plena dictadura militar, junto a otros economistas, creó la Corporación de Investigaciones Económicas para Latinoamérica (Cieplan), ejerciendo como presidente desde 1976 hasta 1990.

### Ministro de Aylwin
La larga trayectoria de Foxley en equipos económicos internacionales llevó al presidente Patricio Aylwin a nombrarlo como cabeza del Ministerio de Hacienda el 11 de marzo de 1990, sirviendo hasta el 11 de marzo de 1994.
Bajo su ministerio, Chile se mantuvo la estabilidad económica de un modelo liberal que se había impulsado en la década de los 80, focalizándose en la anulación de la inflación (desde 30% a 12,2% al finalizar el periodo) y en la expansión de la economía, que alcanzó su punto más alto el año 1992, con más de un 10% de crecimiento del PIB, llegando el cuatrienio de Aylwin a tener un crecimiento conjunto del orden del 35%.[cita requerida]

### En el Congreso Nacional

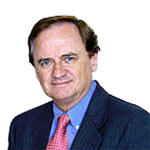
Fotografía oficial de Foxley como senador de la República en 1998.

Tras su paso por el gabinete, asumió una intervención más aguda en política. Así, fue elegido presidente del PDC, cargo que ejerció entre los años 1994 y 1997.
Con posterioridad, su partido lo postuló como senador por la octava circunscripción, Santiago Oriente (Región Metropolitana), siendo elegido con 294.595 votos, correspondientes al 24,43% del total de los sufragios válidos, para el periodo legislativo 1998-2006. En el Senado, integró la Comisión Permanente de Vivienda y Urbanismo y la de Hacienda, que presidió el año 2002. Miembro de la Comisión Mixta de Presupuesto, la que presidió en el año 2004; y miembro de la Comisión Especial para la Sociedad de la Información y el Conocimiento. Integró además, el Comité de Senadores del PDC.
Su nombre había sido invocado, a mediados de su periodo senatorial, como un posible presidenciable, antes de que Soledad Alvear concitara el apoyo mayoritario de su partido. Foxley anunció en ese momento que no se presentaría a la reelección en 2005, siendo reemplazado por la propia Alvear, tras su renuncia a la candidatura presidencial en favor de la socialista Michelle Bachelet, a la postre presidenta de la República, en el periodo 2006-2010.

### Canciller de Bachelet I

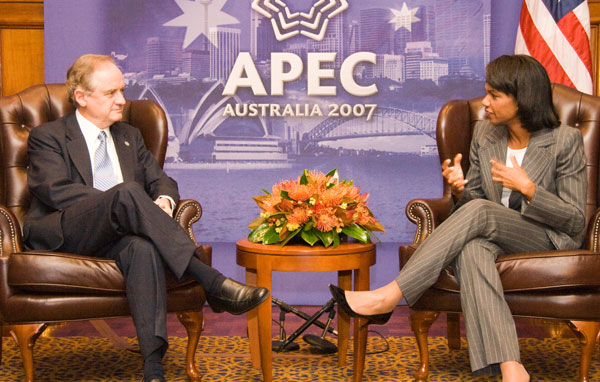
Alejandro Foxley junto a la secretaria de Estado estadounidense, Condoleezza Rice.

Participó activamente en la campaña presidencial de 2005, desempeñandose como coordinador de la elaboración del Programa Presidencial de la candidata, que lo nombró como su ministro de Relaciones Exteriores luego de ser electa primera mandataria el 11 de marzo de 2006.
En su gestión como canciller procuró seguir suscribiendo tratados de libre comercio con otros países y mejorar las relaciones con los estados limítrofes, las cuales se habían visto tensionadas a raíz de demandas históricas (como en el caso de Perú y Bolivia por temas relativos a los límites marítimos y el acceso al Océano Pacífico, respectivamente) y coyunturas especiales (como en el de Argentina como consecuencia del incumplimiento de los contratos de suministro de gas natural).
Durante 2007 le tocó coordinar la XVII Cumbre Iberoamericana de Jefes de Estado y de Gobierno que se llevó a cabo en su país.
En 2009 propició la creación del «Consejo Chile California», una organización sin fines de lucro, basada en California, Estados Unidos, cuyo objeto es la creación de redes para generar colaboraciones bilaterales en el ámbito académico, científico y empresarial.[cita requerida]
Dejó el cargo ministerial el 12 de marzo de 2009, para volver a presidir Cieplan (en agosto de ese año), un mes después de la visita de Bachelet a Cuba en la que Fidel Castro manifestó públicamente su rechazo a la postura de su país frente a los desacuerdos limítrofes con Bolivia.

### Actividades posteriores
Es integrante del Consejo de la Fundación Patricio Aylwin. Fue columnista e integrante del Consejo Editorial de la revista Mensaje. Así mismo, fue columnista de la revista Hoy, y  panelista de Radio Chilena, entre otras.
El 2 de octubre de 2017, en el marco del segundo mandato de Bachelet, fue nombrado director del Consejo Directivo del Banco del Estado de Chile, y vicepresidente de esa entidad bancaria.
Durante el segundo gobierno de Sebastián Piñera en 2018, formó parte del programa "Acuerdo Nacional de Desarrollo Integral".

## Obra escrita
Es, además, autor y editor de diversos textos sobre economía, desarrollo económico y problemas de la democracia. Pueden citarse entre ellos:
- La trampa del ingreso medio. El desafío de esta década para América Latina, Cieplan, 2012
- Chile en la encrucijada: claves para un camino real y posible, Grijalbo Mondadori, 2001
- A medio camino: Desafíos de la democracia y del desarrollo en América Latina, UQBAR, 2009 (junto a Fernando Henrique Cardoso)
- Chile en la nueva etapa: repensando el país desde los ciudadanos, Dolmen, 1997
- Economía política de la transición, Dolmen, 1993
- Discursos del ministro de Hacienda, Ministerio Secretaría General de Gobierno, Secretaría de Comunicación y Cultura, 1990
- Democracia, desarrollo y el arte de traspasar fronteras: ensayos en homenaje a Albert O. Hirschman, México, D. F., Fondo de Cultura Económica, 1989 (como compilador, junto con Michael McPherson y Guillermo O'Donnell)
- Chile puede más, Planeta, 1988
- Chile y su futuro: un país posible, Cieplan, 1987
- Para una democracia estable: economía y política, Aconcagua - Cieplan, 1985
- Reconstrucción económica para la democracia, Aconcagua, 1983 (autor junto a Andrés Solimano, José Pablo Arellano, Patricio Meller, Óscar Muñoz, Ricardo Ffrench-Davis)
- Las desigualdades económicas y la acción del Estado, Fondo de Cultura Económica, 1980, (autor junto a Eduardo Aninat y José Pablo Arellano)
- Los actores de la realidad chilena, Editorial del Pacífico, 1974 (como editor, con Ramón Downey).
- Distribución del ingreso, México, Fondo de Cultura Económica, 1974 (como compilador)
- Chile: Búsqueda de un nuevo socialismo, Nueva Universidad, 1971

## Distinciones y condecoraciones
- Gran Cruz de la Orden al Mérito Civil ( España, 1991).[14]
- Gran Cruz de la Orden El Sol del Perú ( Perú, 14 de septiembre de 2006).[15]
- Distinción Personas y Desarrollo conferida en el marco del Congreso Percade 2005.
- Doctor honoris causa por la Universidad de Notre Dame (1991) y la Universidad de Wisconsin-Madison (1993).[1]

## Historial electoral

### Elecciones parlamentarias de 1997
- Elecciones parlamentarias de 1997, candidato a senador para la Circunscripción 8, Santiago Oriente[16]

| Candidato                   | Pacto                          | Partido | Votos   | %     | Resultado |
| --------------------------- | ------------------------------ | ------- | ------- | ----- | --------- |
| Carlos Bombal Otaegui       | Unión Por Chile                | UDI     | 318 703 | 26,43 | Senador   |
| Alejandro Foxley Rioseco    | Concertación por la Democracia | DC      | 294 595 | 24,43 | Senador   |
| Jaime Estévez Valencia      | Concertación por la Democracia | PS      | 254 577 | 21,11 |           |
| Andrés Allamand Zavala      | Unión Por Chile                | RN      | 207 960 | 17,25 |           |
| Mireya Baltra Moreno        | La Izquierda                   | PC      | 87 568  | 7,26  |           |
| José Gabriel Feres Nazarala | Humanista                      | PH      | 17 473  | 1,45  |           |
| Patricia Condemarín Bustos  | Humanista                      | PH      | 16 575  | 1,37  |           |
| Julián Alcayaga Olivares    | La Izquierda                   | ILD     | 8 406   | 0,70  |           |